# Straník

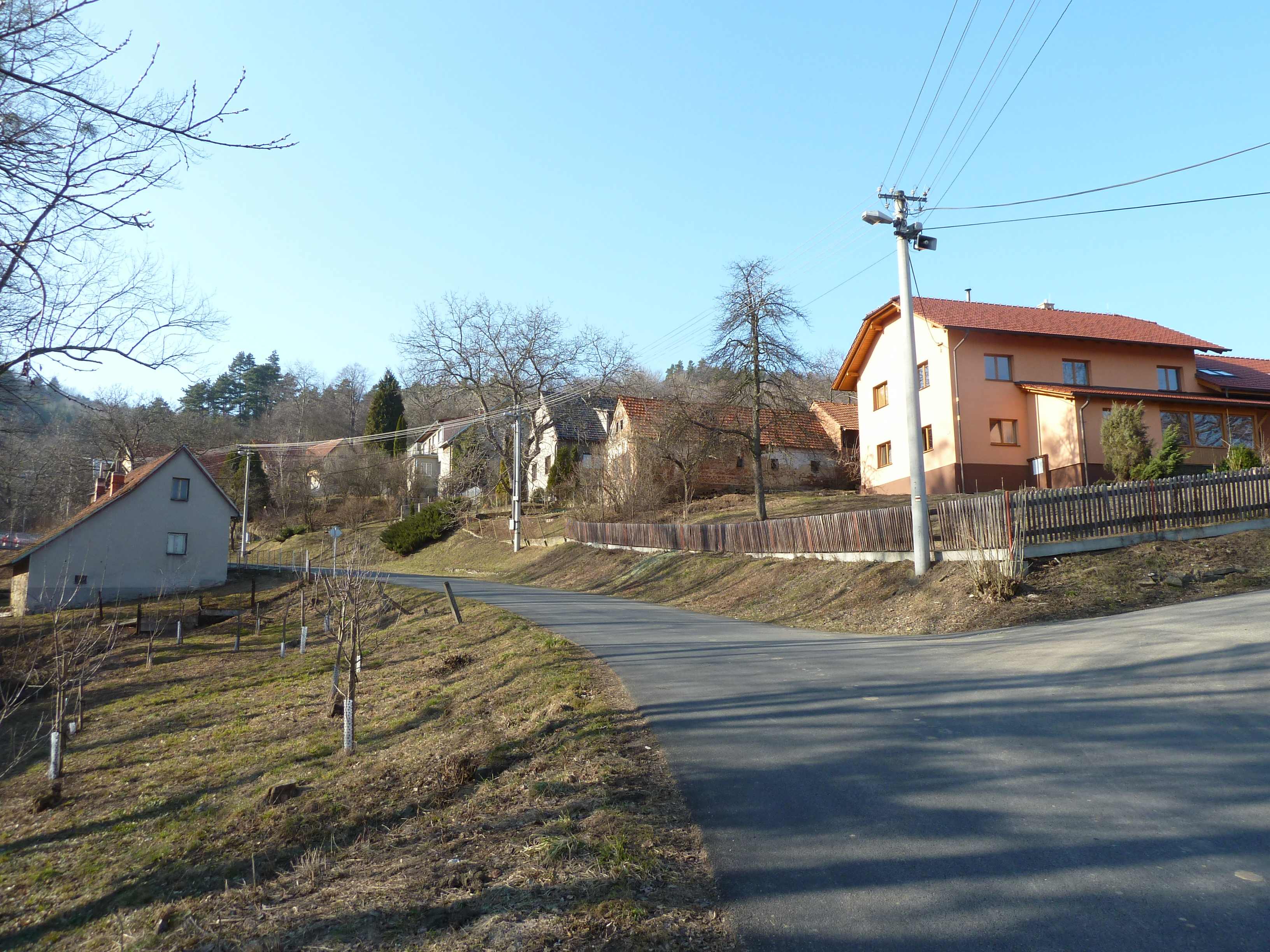
Ortsansicht

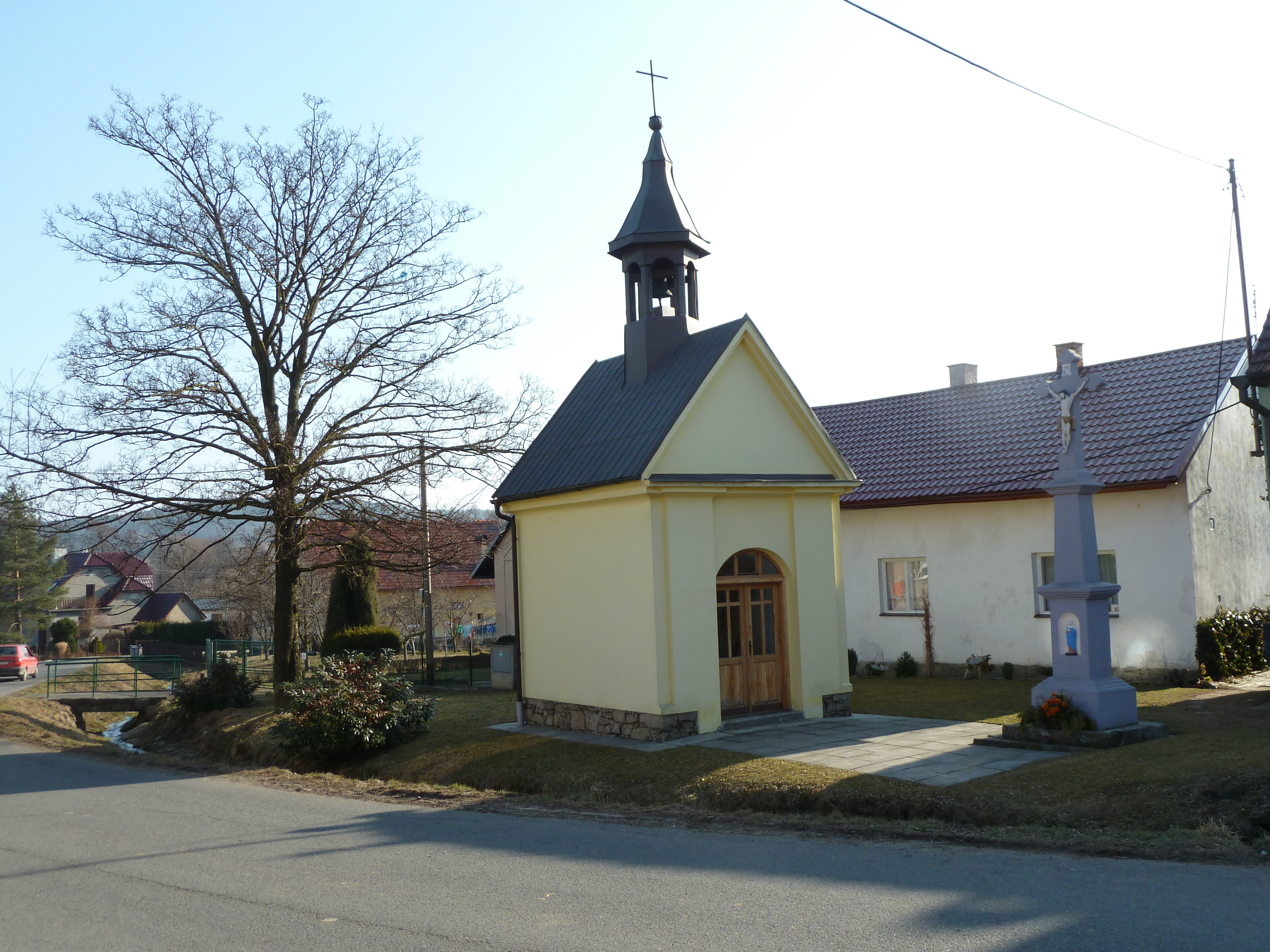
Kapelle und Kreuz im Ortszentrum

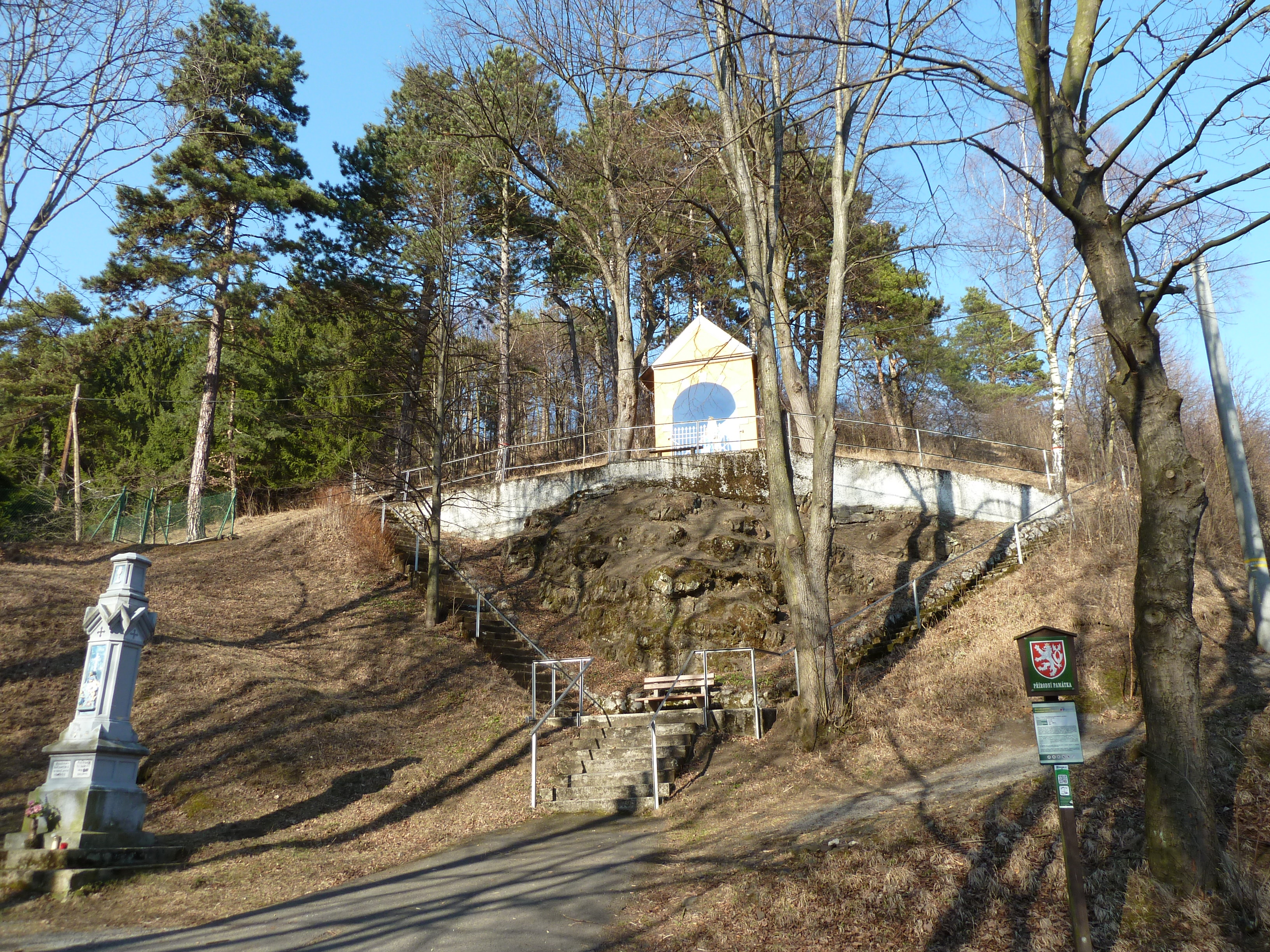
Polštářové lávy

Straník (deutsch Stranik) ist ein Ortsteil der Stadt Nový Jičín in Tschechien. Er liegt sechs Kilometer südlich von Nový Jičín und gehört zum Okres Nový Jičín.

## Geographie
Straník befindet sich in einem vom Bach Stranický potok durchflossenen Talkessel in der Podbeskydská pahorkatina (Vorbeskidenhügelland). Nördlich erheben sich die Strážnice (545 m n.m.), der Stranický kopec (529 m n.m.) und der Homole (434 m n.m.), nordöstlich der Prostřední kopec (367 m n.m.), im Südosten der Zadní kopec (417 m n.m.) und der Včelín (432 m n.m.), südlich der Za Kopečkem (381 m n.m.) und die Buňavka (419 m n.m.), im Westen die Petřkovická hora (608 m n.m.) sowie nordwestlich der Dlouhý kopec (585 m n.m.). Das Dorf liegt auf dem Gebiet des Naturparks Podbeskydí.
Nachbarorte sind Kojetín und Čertův Mlýn im Norden, Bludovice im Nordosten, Hodslavice im Osten, Hostašovice im Süden, Jasenice und Perná im Südwesten, Bučí und Petřkovice im Westen sowie Janovice und Jičina im Nordwesten.

## Geschichte
Das Dorf wurde wahrscheinlich zu Beginn des 13. Jahrhunderts als Rodungssiedlung gegründet. Die erste urkundliche Erwähnung von Straník erfolgte 1408 als Sitz des Lehnsmannes Litko von Stranik (Lítek ze Straníka). 1412 erhielt dessen Frau Zdenka von Wilhelm von Morkowitz eine Morgengabe von  37½ Mark Groschen auf das Dorf Skawsko. Lídek von Straník vermachte das Gut Straník 1433 testamentarisch an Jan (VI.) von Krawarn auf Titschein, der es seiner Herrschaft Titschein zuschlug. Ein Jahr später erlosch mit Jans Tod die Linie der Herren von Krawarn auf Fulnek und Titschein. Nachfolgende Besitzer der Herrschaft waren u. a. die Herren von Boskowitz, ab 1500 die Herren von Zierotin, nach der Schlacht am Weißen Berg die Freiherren Hofmann von Grünbüchel, ab 1706 die Freiherren Zeno zum Danhaus und ab 1772 die Reichsgrafen von Seilern und Aspang. Das älteste Ortssiegel stammt von 1749 und zeigt einen Baum mit vier Rosetten zu allen Seiten.
Im Jahre 1835 bestand das im Prerauer Kreis gelegene Dorf Stranik aus 65 Häusern, in denen 344 Personen, darunter 53 Protestanten (A.B.) lebten. Haupterwerbsquellen bildeten Ackerbau und Viehzucht. Eingeschult war das Dorf nach Hostaschowitz. Katholischer Pfarrort war Alt Titschein, die Protestanten gehörten zur Toleranzkirche in Hotzendorf. Bis zur Mitte des 19. Jahrhunderts blieb Stranik der Herrschaft Alt Titschein untertänig.
Nach der Aufhebung der Patrimonialherrschaften bildete Straník ab 1849 eine Gemeinde im Gerichtsbezirk Neutitschein. 1867 begann in Straník der Schulunterricht, ein Schulhaus wurde erst 1873 errichtet. Ab 1869 gehörte Straník zum Bezirk Neutitschein. Zu dieser Zeit hatte das Dorf 445 Einwohner und bestand aus 75 Häusern. Zunehmend verdienten sich Bewohner des Ortes ihren Lebensunterhalt durch Lohnarbeit in den Neutitscheiner Industriebetrieben. Im Jahre 1900 lebten in Straník 472 Personen, 1910 waren es 554. 1905 erwarb Friedrich Deym von Střítež die Grundherrschaft Starý Jičín. Im Jahre 1930 bestand Straník aus 105 Häusern und hatte 676 Einwohner.
Nach dem Münchner Abkommen wurde das rein mährischsprachige Dorf 1938 zunächst dem Deutschen Reich zugeschlagen. Im Zuge weiterer Grenzregulierungen wurde Stranik am 24. November 1938 wieder aus dem Landkreis Neu Titschein ausgegliedert und an die Tschechoslowakei zurückgegeben. Bis 1945 war Straník danach dem neu gebildeten Bezirk Wallachisch Meseritsch zugeordnet und kam nach Kriegsende wieder zum Okres Nový Jičín zurück. 1957 wurde die JZD Straník gegründet, sie wurde später mit anderen Genossenschaften zur JZD Beskyd Mořkov fusioniert. 1975 eröffnete ein Kindergarten. Mit Beginn des Jahres 1979 wurde Straník nach Nový Jičín eingemeindet. Nach der Schließung des Kindergartens im Jahre 1997 wurde in dem Gebäude ein Seniorenklub und eine Ausleihe der Stadtbibliothek eingerichtet. Beim Zensus von 2001 lebten in den 150 Häusern von Straník 468 Personen. In den 2000er Jahren wurde ein Asylhaus zur kurzzeitigen Unterbringung von Müttern mit Kindern gebaut. Zum 1. Januar 2018 hatte das Dorf 495 Einwohner.

## Ortsgliederung
Der Ortsteil Straník bildet einen Katastralbezirk.

## Sehenswürdigkeiten
- Kapelle und steinernes Kreuz im Ortszentrum
- Nischenkapelle der Jungfrau Maria über den Polštářové lávy
- Nischenkapelle im Ortszentrum
- Naturdenkmal Polštářové lávy, freiliegendes Lavakissen am oberen Ortsende, es ist das letzte Relikt vulkanischer Unterwasseraktivität in der Unterkreide und besteht aus olivinischem Diabas bzw. diabasischem Pikrit
- Steinbruchteich im ehemaligen Pikritbruch am Westhang der Strážnice